# Benjamin Bocio
Cet article possède un paronyme, voir Boccio.
Benjamin Bocio, né le 27 avril 1996, à Santo Domingo (province), est un entrepreneur social et chirurgien dentiste reconnu pour fournir l'accessibilité aux soins de santé dans les communautés défavorisées de la République dominicaine,.

## Biographie
Selin Benjamin Bocio Richardson, plus connue sous le nom de Benjamin Bocio, est née à Distrito Nacional, en République dominicaine, le 27 avril 1996,.
À l'âge de 14 ans, le tremblement de terre d'Haïti de 2010 a engendré une pénurie de ressources sanitaires dans le sud de la République dominicaine, c'est la région la plus pauvre du pays et où se trouve la frontière entre Haïti et la République dominicaine. Après le tremblement de terre et avec cet âge, Benjamin a décidé de co-fonder avec son père  'FUMEBO'  (Bocio Medical Foundation) une organisation de services médicaux à but non lucratif dédiée à la fourniture de ressources de santé en République Dominicaine; en particulier la région sud.
Benjamin a étudié Chirurgien-dentiste à Universidad Iberoamericana (UNIBE),.

## Réduction de la pauvreté
Benjamin a implémenté avec son organisme Fumebo un modèle appelé « effet Robin Hood », un effet basé sur une occurrence économique où le revenu est redistribué de sorte que l'inégalité économique est réduite. L'effet porte le nom de Robin Hood, qui aurait volé aux riches pour donner aux pauvres. Grâce à des missions médicales, la fondation offre aux patients une grande variété de services et de ressources de santé multidisciplinaires couvrant différentes spécialités médicales et dentaires,,.
Fumebo a servi plus de 70 000 patients sans accès de qualité aux établissements de soins de santé primaires, aux médicaments et aux vaccins dans les communautés les plus pauvres de la République dominicaine. Fumebo a une alliance avec l'un des principaux hôpitaux du pays, ce qui permet à Fumebo d'avoir accès aux ressources essentielles de santé. La fondation fournit une aide continue à l'école Manuel de Jesus Bocio, située dans la municipalité de Batista, San Juan (province). Cette école a été fondée en l'honneur du travail de la fondation et porte le nom du grand-père paternel de Benjamin,,.

## Récompenses et distinctions
En 2019, Benjamin a représenté la République dominicaine à Londres au plus grand sommet jeune du monde One Young World. Lors du sommet, il était le seul latino-américain sélectionné comme orateur délégué  et en collaboration avec Muhammad Yunus, Mark Tewksbury, Gro Harlem Brundtland, Thuli Madonsela , et d'autres personnalités professionnelles, il s'est adressé à plus de 2000 jeunes dirigeants représentant plus de 190 pays à travers le monde, lors de la session plénière de lutte contre la pauvreté (L'innovation peut-elle résoudre les inégalités économiques?),. Dans son discours, il a cité: 

« L'innovation n'est pas toujours basée sur la technologie. Parfois, il s'agit de changer le système grâce à la générosité humaine". »

En 2019, Benjamin a été honoré par la vice-présidence et le gouvernement dominicain du Prix Nacional Voluntario Solidario. La même année, il était également considéré comme l'un des cinquante leaders émergents du Policy Center For New South, sous le haut patronage du roi Mohammed VI du Maroc,,.